# Književnost u 1859.
◄◄ | ◄ | 1856. | 1857. | 1858. | 1859.  | 1860. | 1861. | 1862. | ► | ►►
Arhitektura • Astronomija • Biologija • Fotografija • Glazba • Kazalište • Kemija • Kiparstvo • Knjige • Književnost • Kršćanstvo • Meteorologija • Medicina • Planinarstvo • Politika • Pravo • Promet • Slikarstvo • Šport • Znanost • Željeznički promet
Književnost u 1859.

## Svijet

### Rođenja
- 22. svibnja – Arthur Conan Doyle, britanski autor kriminalističkih romana († 1930.)

## Hrvatska i u Hrvata

### Rođenja
- 11. rujna – Vjenceslav Novak,  hrvatski romanopisac, novelist, publicist, glazbeni kritičar i pedagog († 1905.)

## Vanjske poveznice
|  | Zajednički poslužitelj ima još gradiva o temi Književnost u 1859. |